# Xang
Xang is een Franse band, uit de omgeving van Cambrai, die opereert binnen de progressieve rock en progressieve metal. Na 2007 werd niets meer van de band vernomen.
De groep is geformeerd rond de gebroeders Hooge:  
- Vincent Hooge: toetsen;
- Antione Duhem: gitaar;
- Matthieu Hooge: basgitaar;
- Manu Delestre: drums en percussie.

Tot 2007 hebben ze slechts twee albums op hun naam staan:
1. (1999): Destiny of a Dream;
2. (2007): The Last of the Lasts.